# クリップペンシル

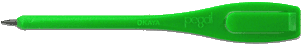
岡屋の「ペグシル」

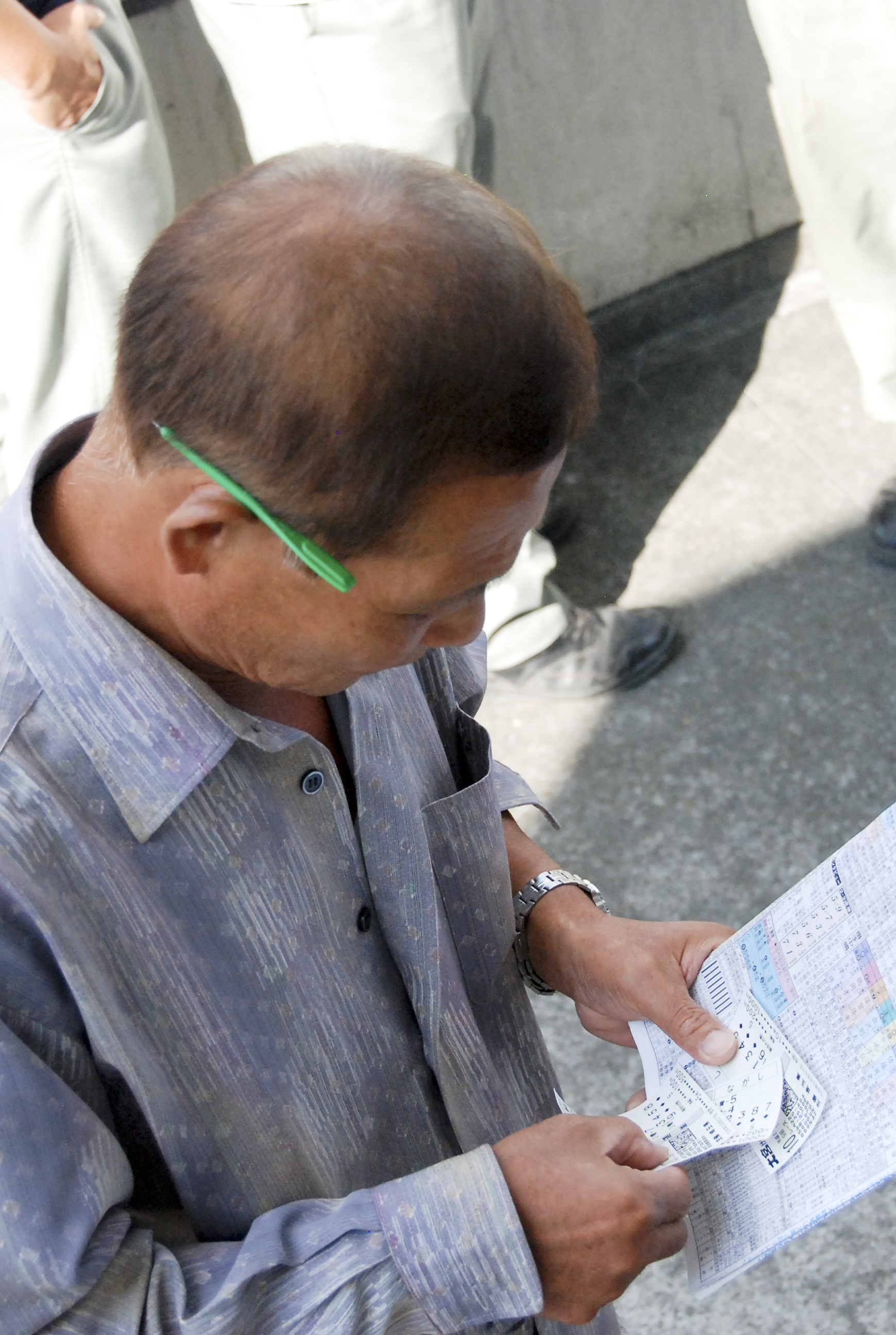
ペグシルとは別形状のクリップペンシルの例

クリップペンシルは、ゴルフのスコアやアンケートの記入などに用いられる、プラスチック製の携帯用鉛筆の呼称。本体上部がクリップ状になっており、紙やポケットなどに挟むことが可能である。
この形状の鉛筆を最初に開発したのは、ゴルフ用品メーカーの岡屋（商品名「ペグシル」として1975年発売）で、後に他社も同様の製品を発売した。「ゴルフ鉛筆」「スコア鉛筆」「簡易鉛筆」「アンケート鉛筆」「プラスチック鉛筆」「使い捨て鉛筆」など、さまざまな通称で呼ばれているが、大手筆記具メーカーコクヨが「クリップペンシル」の名称で売り出していることもあり、これが代表的な通称になっている。

## 主要なメーカーと商品名
- 岡屋 - ペグシル
  - コクヨ - クリップペンシル ※岡屋のOEM商品となっている
- ソニック -  クリップ付ペンシル
- 中島プロダクト - スコア鉛筆
- 新日本ケミカル・オーナメント工業 - ピツエン